# John S. McCain (Schiff, 1994)
Die USS John S. McCain (DDG-56) ist ein Zerstörer der United States Navy, der der Arleigh-Burke-Klasse angehört. Sie wurde nach Admiral John S. McCain sr. und seinem Sohn John S. McCain jr. benannt, der ebenfalls den Admiralsrang erreichte. Diese waren Großvater bzw. Vater des Senators John S. McCain III. Mit einem Festakt im japanischen Yokosuka wurde am 12. Juli 2018 der Senator zum dritten Schiffspatron ernannt.

## Geschichte

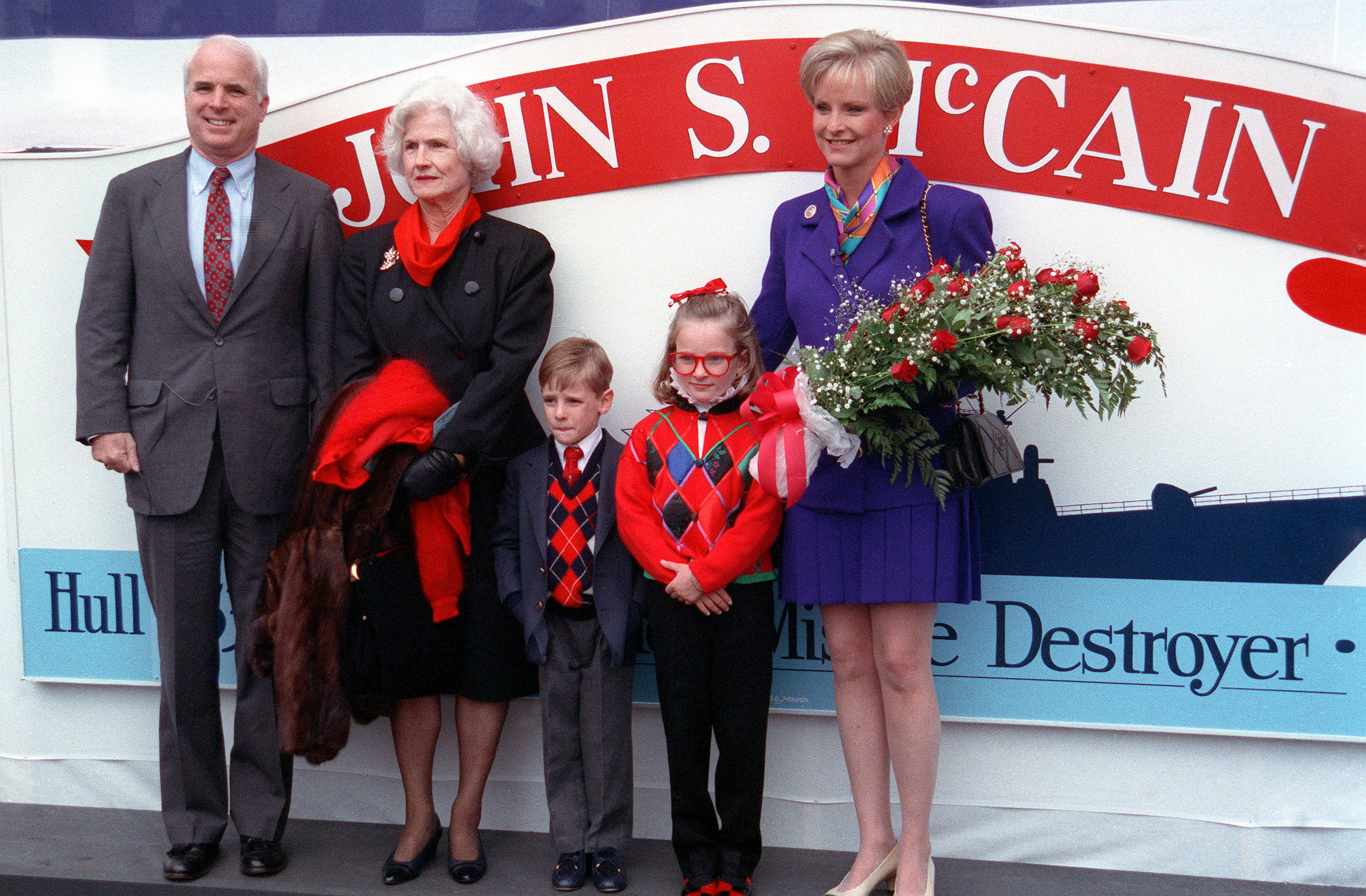
John S. McCain III 1992 mit seiner Mutter, seiner Frau und zweien seiner Kinder bei der Taufe der USS John S. McCain

DDG-56 wurde 1988 in Auftrag gegeben und im September 1991 bei Bath Iron Works auf Kiel gelegt. Nach 13 Monaten lief das Schiff vom Stapel und wurde getauft. Taufpatin war die Ehefrau von John S. McCain III, Senator und Nachkomme der Namensgeber des Schiffes. Nach der Endausrüstung und den Werfterprobungsfahrten wurde es am 2. Juli 1994 in Dienst gestellt.
Erste Fahrten führte das Schiff von Pearl Harbor aus durch, 1996 in Unterstützung der Operation Southern Watch. Auch 1998 operierte es im Persischen Golf, diesmal als Teil der Kampfgruppe um die Independence. 2001 nahm der Zerstörer mit der Kitty Hawk an den Übungen Excercise Tandem Thrust (mit der Royal Australian Navy) und CSOFEX (mit der Marine Südkoreas) teil.
2002 folgte ein Einsatz im Rahmen der Operation Enduring Freedom, 2003 dann die Übung Exercise Keen Sword mit der Marine Japans. 2006 und 2007 nahm der Zerstörer mit der Kitty Hawk an der Übung Valiant Shield teil. Im August 2008 besuchte der Zerstörer Australien, um dort das 100-jährige Jubiläum des Australienbesuchs der Großen Weißen Flotte zu begehen. Im Juni 2009 fuhr die McCain vor den Philippinen, als am 10. Juni ein chinesisches U-Boot mit dem Schleppsonar des Zerstörers kollidierte. Nur wenige Tage später beschattete die McCain einen nordkoreanischen Frachter, der unter Umgehung eines bestehenden Embargos Waffen nach Myanmar hätte liefern können.
Im September 2010 nahm die USS John S. McCain an einer U-Jagd-Übung mit der südkoreanischen Marine im Gelben Meer teil. Zweck war die Abschreckung Nordkoreas. Im Dezember folgte die großangelegte Übung Keen Sword mit der japanischen Marine.
Im April 2013 wurde sie als Reaktion auf die Spannungen auf der Halbinsel vor die Küste Nordkoreas befohlen.
Am 2. Oktober 2016 machte die USS John S. McCain gemeinsam mit der USS Frank Cable (AS-40) den ersten Hafenbesuch von Schiffen der US Navy in der Cam Ranh Bay seit dem Ende des Vietnamkrieges 1975.
Während des Besuchs von US-Präsident Donald Trump in Japan im Mai 2019 sollte nach einem Bericht des Wall Street Journal die USS John S. McCain „außer Sichtweite gebracht“ bzw. versteckt werden.
Im November 2020 kam es in der Peter-der-Große-Bucht, deren Zugehörigkeit zu russischen Hoheitsgewässern zwischen den USA und Russland umstritten ist, zu einer Konfrontation zwischen der USS John S. McCain und russischen Seestreitkräften. Die McCain hatte die Bucht befahren, um zu demonstrieren, dass diese nicht zu Russland gehöre. Von russischer Seite wurde dies als ein illegales Eindringen betrachtet, erst die Androhung des Rammens durch den russischen Zerstörer Admiral Winogradow habe das amerikanische Schiff zum Rückzug bewegt. Diese Darstellung wiederum wird von US-amerikanischer Seite abgestritten.

### Kollision mit dem TankerAlnic MC

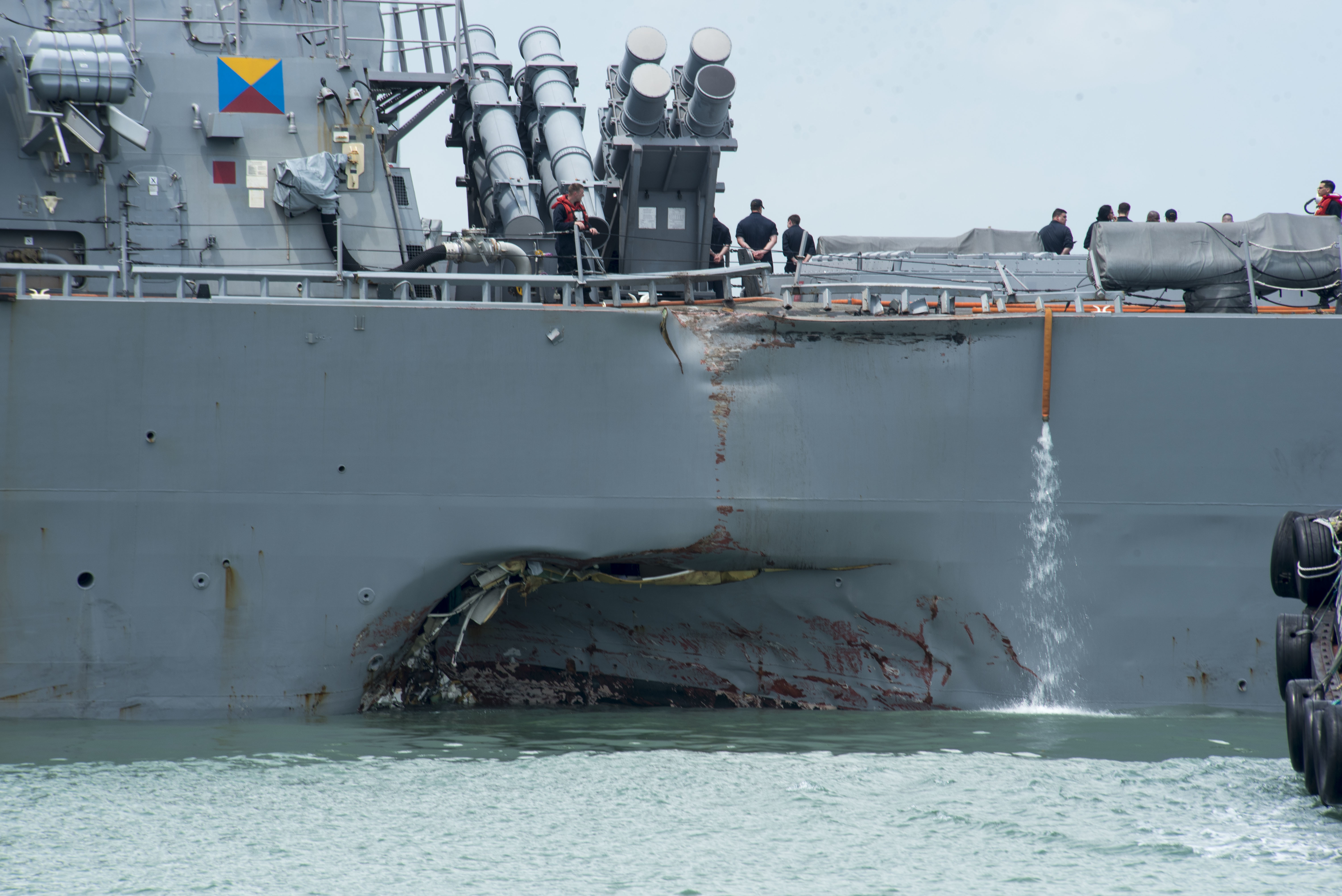
Schaden nach der Kollision

Am 20. August 2017 war der Zerstörer vor der Küste von Singapur in der Malakkastraße in eine Kollision mit dem unter liberianischer Flagge fahrenden Tanker Alnic MC verwickelt. Zehn Matrosen wurden nach der Kollision als vermisst gemeldet. Vier Matrosen wurden mit nicht lebensbedrohlichen Verletzungen in ein Krankenhaus in Singapur gebracht, ein Verletzter brauchte keine weitere ärztliche Versorgung. Die betroffenen Teile des Schiffes wurden von Tauchern durchsucht.

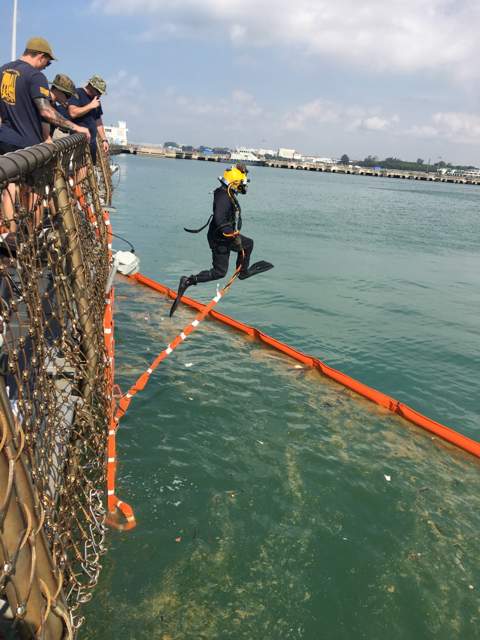
Ein Taucher springt ins Wasser, um an der USS John S. McCain Untersuchungen und Reparaturen durchzuführen. Aufgenommen auf der Changi Naval Base in Singapore am 23. August 2017.

Die Kollision fand um 05:24 Uhr Ortszeit statt. Zu diesem Zeitpunkt lagen die meisten Besatzungsmitglieder schlafend in ihren Kojen. Ähnlich wie bei der Kollision der USS Fitzgerald mit der ACX Crystal wurden durch den Bugwulst der Alnic MC massive Schäden ober- und unterhalb der Wasserlinie auf der Backbordseite (links) mittschiffs der USS John S. McCain angerichtet. Es kam zu einem Wassereinbruch, wobei mehrere Abteilungen, darunter Mannschafts-Aufenthaltsräume, ein Maschinenraum und ein Kommunikationsraum geflutet wurden. Der Wassereinbruch konnte größtenteils durch Schiffssicherungstrupps gestoppt werden. Die Alnic MC ist mit einer Länge von rund 182 Metern und 30.000 Bruttoraumzahl ungefähr dreimal so groß wie die USS John S. McCain.

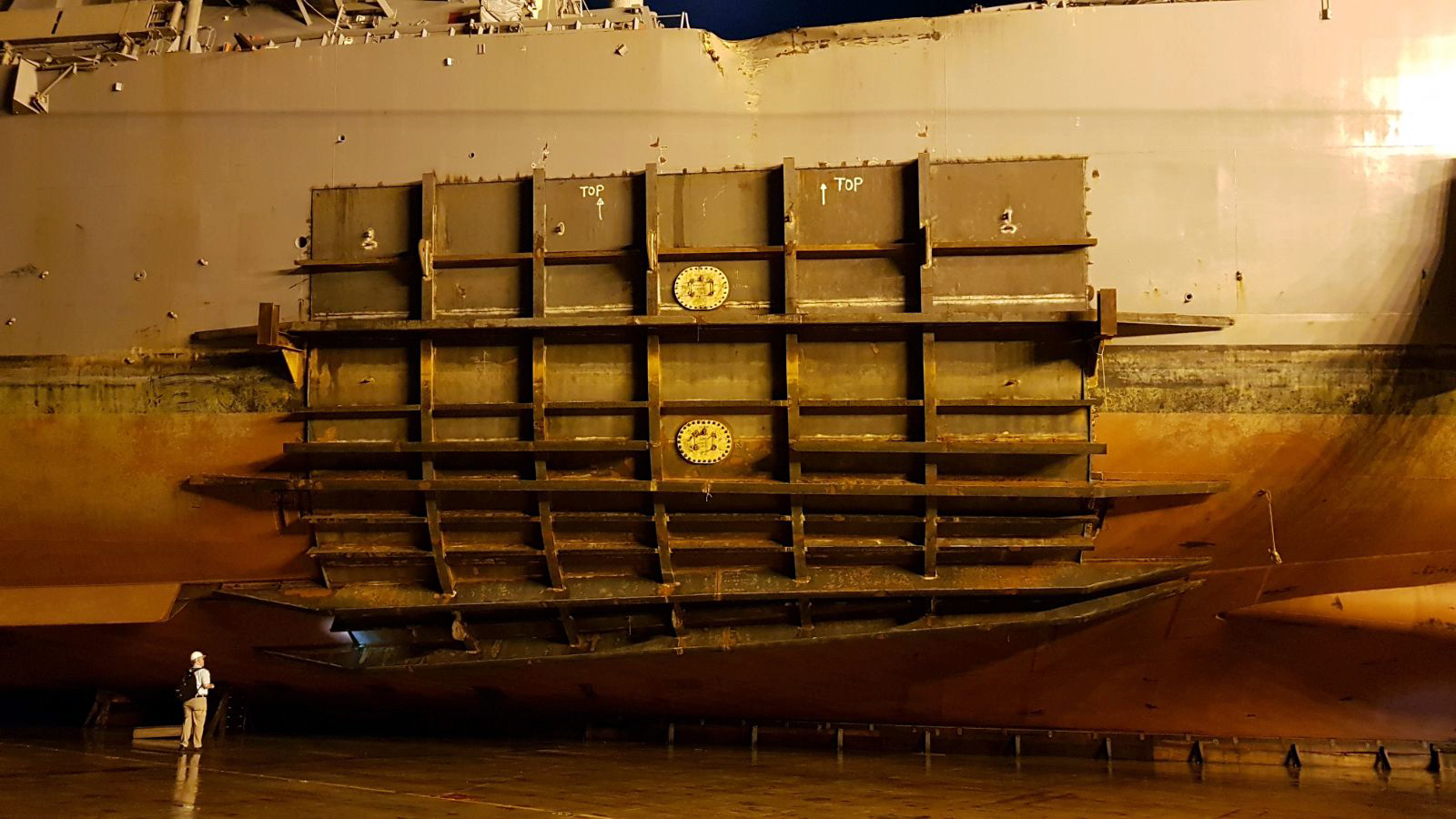
Nahaufnahme des vorläufig abgedichteten Schadens an der John S. McCain. Das Foto wurde an Bord der Treasure aufgenommen während des Huckepack-Rücktransports in den Heimathafen.

An der Rettungsaktion nahmen US-amerikanische Osprey-VTOL-Transporter, Seahawk-Helikopter sowie Schlepper aus Singapur und ein Patrouillenschiff der Republic of Singapore Navy teil.
Als Reaktion auf diesen Unfall hat die US Navy eine Überprüfung der Arbeitsabläufe und Sicherheitsbestimmungen bei der Siebten Flotte angekündigt. Unter anderem geschieht dies durch das Pausieren aller Operationen für einen Tag, um nach Fehlern zu suchen. Bei der Siebten Flotte gab es 2017 vier Zwischenfälle. Die Fitzgerald kollidierte am 17. Juni mit dem Containerschiff ACX Crystal. Am 31. Januar lief der Lenkwaffenkreuzer Antietam in der Bucht von Tokio auf Grund und am 9. Mai kollidierte der Kreuzer Lake Champlain mit einem koreanischen Fischerboot im Japanischen Meer.
Auf Grund dieser Serie von Zwischenfällen wurde am 23. August 2017 Vizeadmiral Joseph Aucoin als Befehlshaber der Siebten Flotte von Admiral Scott Swift, dem Oberbefehlshaber der gesamten Pazifikflotte (die Siebte Flotte operiert im Westen und im Indischen Ozean und die dritte Flotte im Osten (Westküste der USA, Hawaii) und Norden bis zur Beringstraße) abgelöst. Er wurde durch Vizeadmiral Phillip Sawyer ersetzt.
Am 22. August 2017 gaben Sprecher der Königlichen Malaysischen Marine bekannt, mutmaßliche Überreste von einem der zehn vermissten Matrosen im Meer gefunden zu haben. Ebenfalls am 22. August 2017 gab der Oberbefehlshaber der Pazifikflotte Admiral Scott Swift bekannt, dass Überreste der zehn vermissten Matrosen in den beschädigten Teilen der USS John S. McCain gefunden worden seien. Die Suche wurde mit Tauchern und Teams im Schiff sowie Flugzeugen und Schiffen auf See fortgesetzt.
Am 24. August 2017 wurden die sterblichen Überreste zweier Seeleute aus dem gefluteten Teil des Schiffes geborgen.
Am 28. August 2017 gab die U.S. Navy bekannt, dass auch die übrigen Vermissten (insgesamt zehn) geborgen und identifiziert worden seien.
Das Schiff wurde vom Halbtaucherschiff Treasure der Reederei Dockwise zum US-Stützpunkt Yokosuka transportiert.

### Liste der Verstorbenen
- Electronics Technician 1st Class Charles Nathan Findley, 31, aus Kansas City, Missouri
- Interior Communications Electrician 1st Class Abraham Lopez, 39, aus El Paso, Texas
- Electronics Technician 2nd Class Kevin Sayer Bushell, 26, aus Gaithersburg, Maryland
- Electronics Technician 2nd Class Jacob Daniel Drake, 21, aus Cable, Ohio
- Information Systems Technician 2nd Class Timothy Thomas Eckels Jr., 23, aus Manchester, Maryland
- Information Systems Technician 2nd Class Corey George Ingram, 28, aus Poughkeepsie, New York
- Electronics Technician 3rd Class Dustin Louis Doyon, 26, aus Suffield, Connecticut
- Electronics Technician 3rd Class John Henry Hoagland III, 20, aus Killeen, Texas
- Interior Communications Electrician 3rd Class Logan Stephen Palmer, 23, aus Decatur, Illinois
- Electronics Technician 3rd Class, Kenneth Aaron Smith, 22, aus Cherry Hill, New Jersey

Die Liste wurde veröffentlicht durch die U.S. 7th Fleet Public Affairs Abteilung der U.S. Navy. Die angegebenen Ränge der Verstorbenen galten zum Zeitpunkt des Todes. Die zehn Opfer wurden postum um jeweils einen Rang nach oben befördert.

### Untersuchung des Unfalls

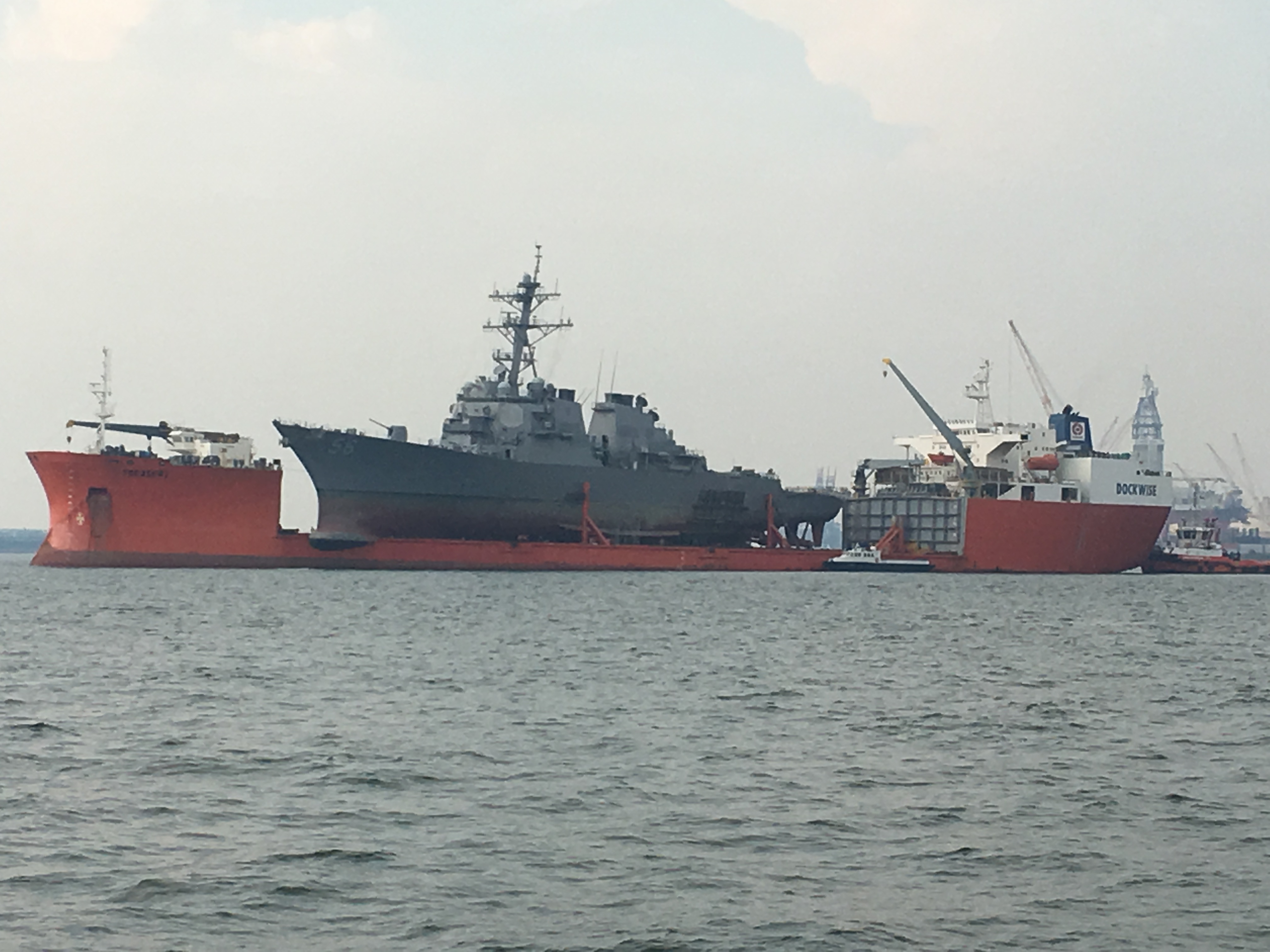
Die USS John S. McCain (DDG 56) wurde auf den Schwerlasttransporter Treasure verladen, um sie in ihren Heimathafen nach Yokosuka für Reparaturen zu bringen.

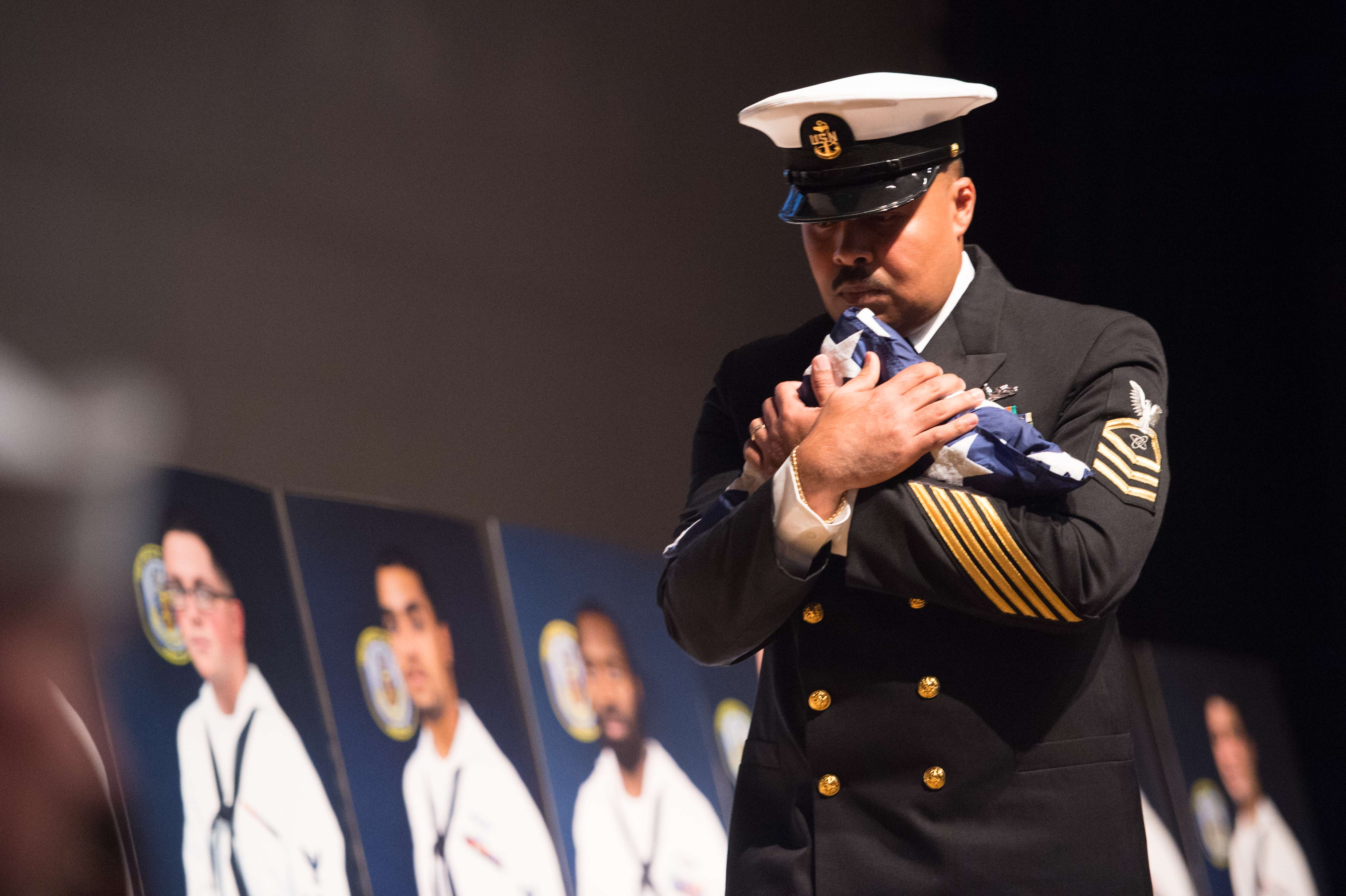
Chief Electronics Technician Victor Granados trägt eine Fahne zu den Angehörigen im Fleet Activities Yokosuka Fleet Theater, am 4. Oktober, 2017.

Wegen der ungewöhnlichen Häufung und der Natur der Zusammenstöße der Unfallserie 2017 kam es zu Spekulationen, ob die Navigationssysteme der Zerstörer USS Fitzgerald und bzw. oder USS John S. McCain manipuliert (gehackt) worden seien. Der Chief of Naval Operations der U.S. Navy John M. Richardson gab während eines Facebook-Livestreams bekannt, dass keinerlei Anzeichen gefunden wurden, die diese Annahmen bestätigt hätten.
Am 11. November 2017 wurde ein abschließender Untersuchungsbericht veröffentlicht, der sowohl bei dem Unfall der USS Fitzgerald als auch dem der USS John S. McCain Versäumnisse der wachhabenden Besatzung und der Offiziere als Grund nennt. Beide Unfälle seien laut U.S. Navy vermeidbar gewesen.

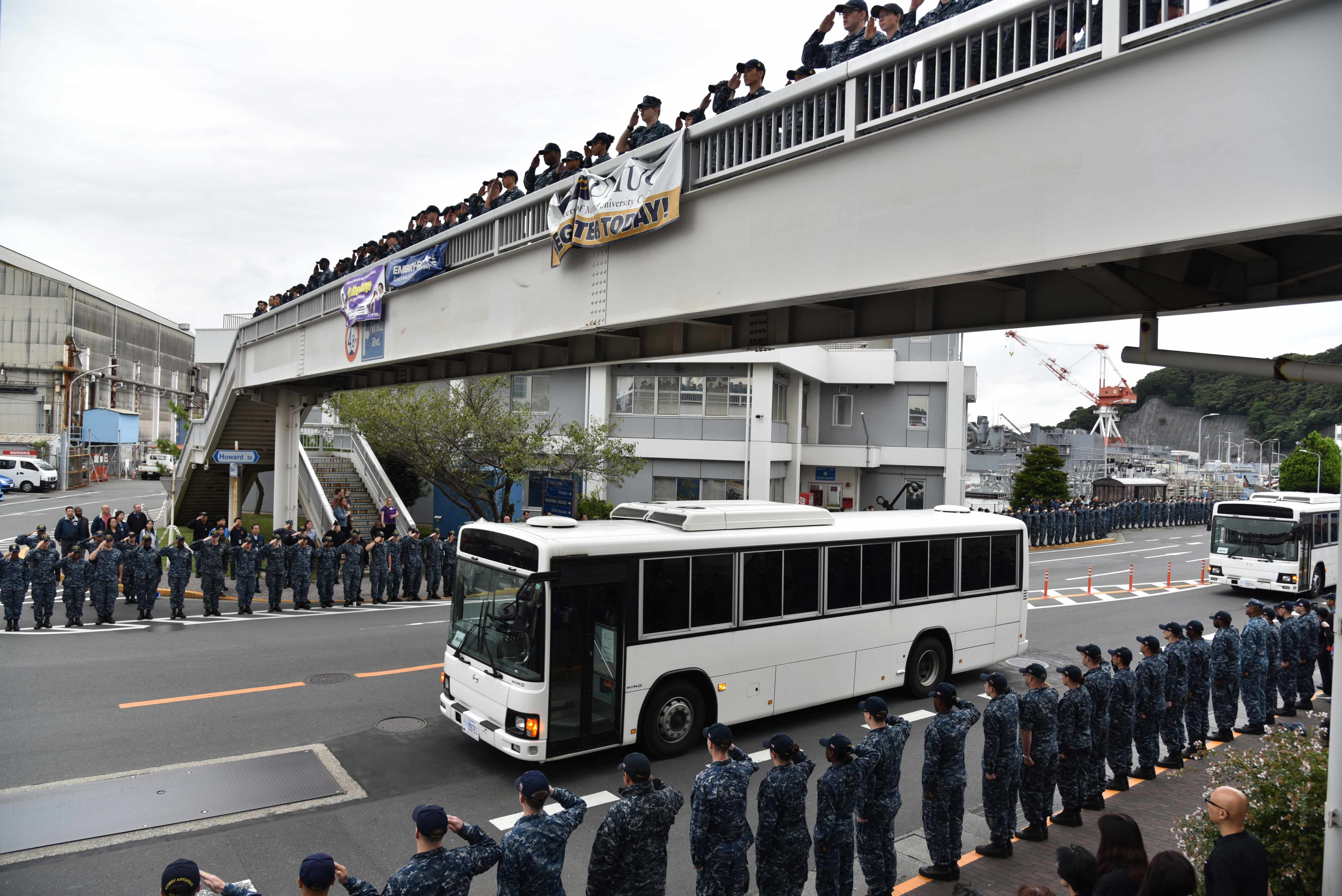
Yokosuka’s Gemeinschaft gibt den Angehörigen und der Besatzung Geleit, um ihnen und den Verstorbenen die Ehre zu erweisen und Unterstützung zu bieten. Die Angehörigen und Kameraden wurden durch FLEACT (Fleet Activities) Yokosuka zur Gedenkfeier im Fleet Theater gefahren.

Im Falle der USS John S. McCain sei der Unfall auf Grund einer Mischung aus Selbstzufriedenheit, Selbstüberschätzung und einem Mangel an Einhaltung etablierter Prozeduren passiert. Ein Hauptfaktor sei ein Mangel an Kenntnissen, die zur Bedienung der Kontrollkonsole des Schiffes notwendig ist, gewesen.
Der Kommandant bemerkte nach dem Bericht, dass der Steuermann mit dem Halten des Kurses überfordert war und befahl, dass die Geschwindigkeitskontrolle von der Station des bisherigen Steuermanns auf die Station eines anderen Matrosen umgestellt wurde. Die Steuerkontrolle selbst verblieb auf der ursprünglichen Station – ohne dass die bedienenden Matrosen sich darüber im Klaren waren. Dann kam die Meldung, dass das Steuer nicht reagiere. Der Kommandant ordnete an, die Geschwindigkeit von 10 auf 5 Knoten zu reduzieren, der Seemann an der Geschwindigkeitskontrolle drosselte jedoch nur die Drehzahl auf einer der Wellen des Schiffes. Als die Besatzung nach etwa drei Minuten verstanden hatte, was vor sich ging und die Kontrolle zurückerlangte, war nicht mehr genug Zeit, um die Kollision zu verhindern.
Aus dem Drosseln einer der Antriebswellen und einem Ablesefehler der Ruderanlage an der hinteren Station resultierte ein Eindrehen um 33 Grad nach Backbord in die Kollision, nicht wie erhofft daraus hinaus.

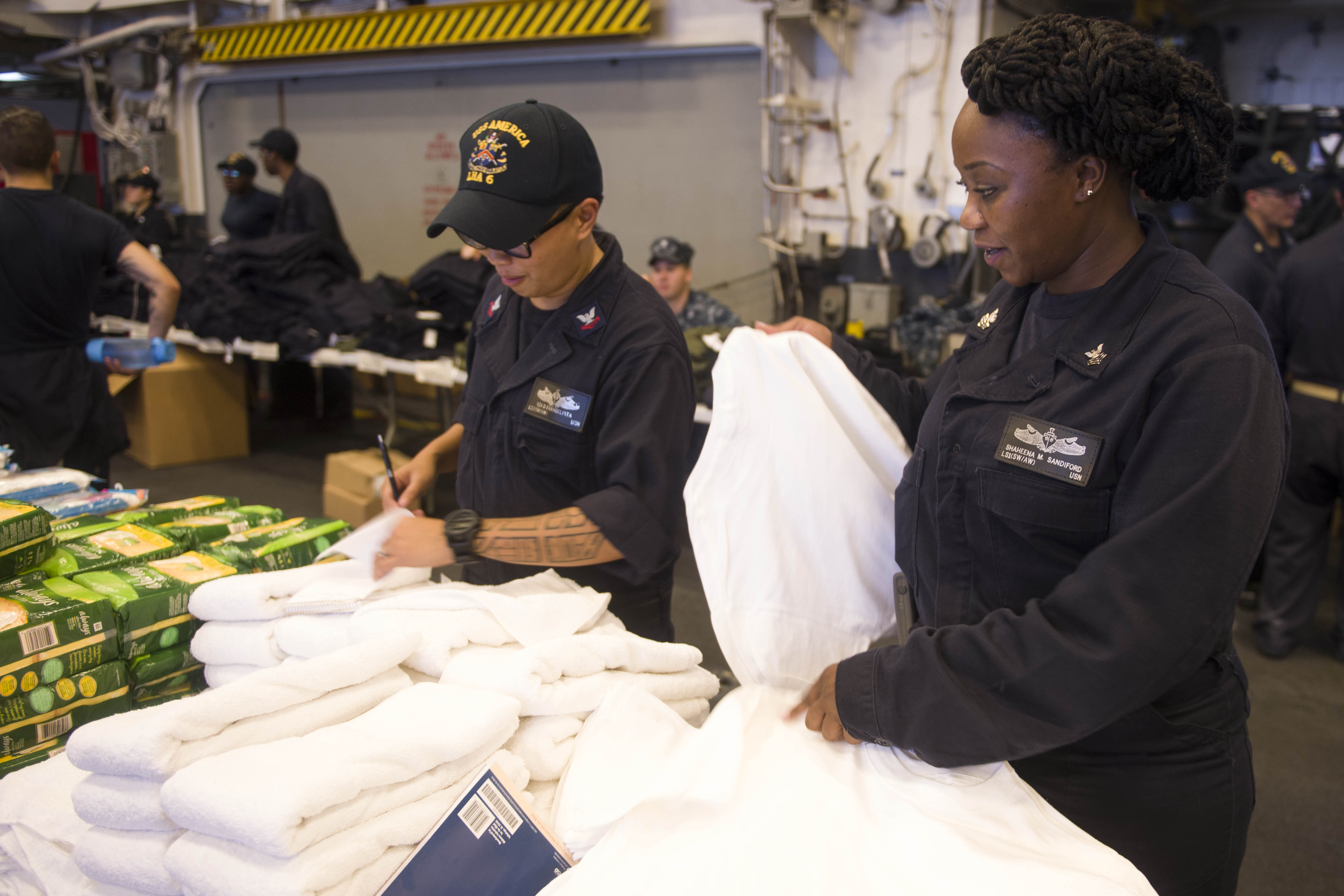
Matrosen an Bord des USS America organisieren Handtücher in der Hangarbucht. Auch Zivilisten sammelten sofort Kleidung und diverse andere Dinge des Lebens an Land.

Niemand an Bord war ausreichend ausgebildet, im Falle einer Havarie das Schiff zu steuern. Einige der zum Zeitpunkt des Unfalls wachhabenden Matrosen waren der McCain temporär von einem anderen Schiff, der Antietam, zugewiesen worden. Die technischen Systeme dieser Schiffe unterscheiden sich. Auch andere reguläre Besatzungsmitglieder der McCain kannten sich nicht genügend mit dem Steuerungskontrollsystem aus, um während und kurz nach dem Zusammenstoß die Steuerungskontrolle zwischen verschiedenen Stationen zu übergeben.
Auch der Wachplan wurde kritisiert. Der kommandierende Offizier der McCain habe Empfehlungen seines Executive Officers, seines Navigators und des Senior Watch Officers missachtet, rechtzeitig eine See- und Ankerwache einzusetzen.
Ebenfalls wurde angemerkt, dass weder die USS John S. McCain noch die Alnic MC akustisches Kollisionssignal gegeben hätten oder der VHF-Brücke-zu-Brücke-Funk benutzt worden sei, um sich abzustimmen oder gegenseitig zu warnen.

## Weblinks

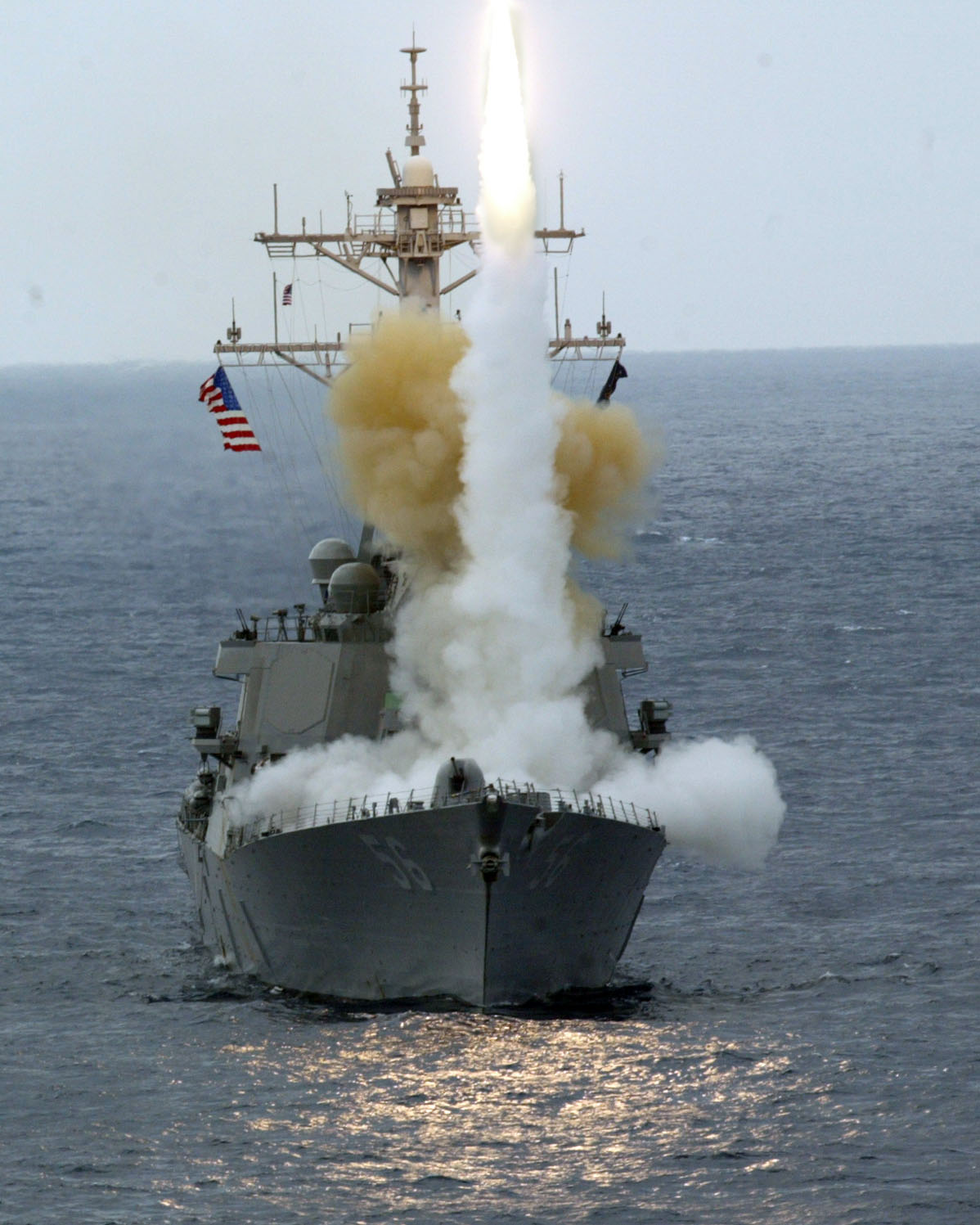
USS John S. McCain bei Raketenstart